# Koniecznik
Koniecznik (niem. Feldhäuser) – część Krosnowic położona nad Duną Górną, stanowiąca do połowy XX wieku niewielką samodzielną osadę.

## Charakterystyka
Koniecznik położony jest w paśmie górskim Sudetów Środkowych, w Kotlinie Kłodzkiej, na granicy Wysoczyzny Łomnicy i Obniżenia Bystrzycy Kłodzkiej w Rowie Górnej Nysy. Leży nad Duną Górną, na południowy zachód od właściwych Krosnowic.
Koniecznik jest małą kolonią Krosnowic, składającą się z kilku rozproszonych zagród, położoną na wysokości około 350–360 m n.p.m. Leży w otoczeniu rozległych użytków rolnych, na lekko sfalowanym terenie.

## Historia
Data powstania osady nie jest dokładnie znana. Przypuszcza się, że mogło to nastąpić w XVIII wieku w czasie kolonizacji fryderycjańskiej za panowania króla Prus Fryderyka II Wielka. Jednak istnieje możliwość, że Koniecznik został założony znacznie później na przełomie XIX i XX wieku. Kolonia ta była zawsze mała i nie odgrywała znaczącej roli ze względu na bliskie sąsiedztwo Krosnowic oraz Gorzanowa, do których należały sąsiednie przysiółki.
Po zakończeniu II wojny światowej w 1945 roku osada znalazła się w granicach Polski i weszła w skład gminy wiejskiej Krosnowice (województwo wrocławskie). Po jej zniesieniu w 1954 roku Koniecznik podlegał gromadzie krosnowickiej. W 1965 roku kolonia została oficjalna włączona w skład Krosnowic i utraciła swoją oficjalną nazwę, stając się integralną częścią wsi, szczególnie po wzniesieniu na zachodzie od niej dużej fermy.